# ویتوریو جی. روسی
ویتوریو جووانی روسی (ایتالیایی: Vittorio Giovanni Rossi؛ ۸ ژانویه ۱۸۹۸ – ۴ ژانویه ۱۹۷۸) یک روزنامه‌نگار و نویسنده اهل ایتالیا بود که در سانتا مارگریتا لیجوره ایتالیا به دنیا آمد. او در رم درگذشت و در گورستان سانتا مارگریتا لیجوره به خاک سپرده شد. در سانتا مارگریتا لیجوره موزه اختصاصی او در داخل ویلای زیبای دورازو قرار دارد.
او خبرنگار ویژه روزنامه ایتالیایی کوریره دلا سرا و مجله اپوکا (دوران) بود. او همچنین در زندگی خود مشاغل دیگر شامل، فرمانده و افسر کشتی، ملوان، غواص و ماهیگیر در اعماق دریا و معدنچی داشته است.
او همچنین اولین روزنامه‌نگار ایتالیایی غیر کمونیست بود که پس از جنگ جهانی دوم وارد اتحاد جماهیر شوروی شد. دولت وقت ایتالیا خود برای گرفتن ویزا برای روسی واسطه شد. کتاب «شوروی» به تاریخ ۱۹۵۲ گواه این سفر است.
او در سال ۱۹۳۸ برنده جایزه ویارجو شد.